# Ріроріро бурий
Ріроріро бурий (Gerygone mouki) — вид горобцеподібних птахів родини шиподзьобових (Acanthizidae). Ендемік Австралії.

## Опис
Довжина птаха становить 10 см. Верхня частина тіла темно-оливково-сіра, або оливково-коричнева. Нижня частина талі світліша, сіра, кремаова, або коричнювата. Рульові пера темні, з білими кінчиками. 

## Підвиди
Виділяють три підвидів:
- G. m. mouki Mathews, 1912 (північний схід Квінсленду);
- G. m. amalia Meise, 1931 (схід Квінсленду);
- G. m. richmondi (Mathews, 1915) (східне узбережжя Австралії).

## Поширення
Бурі ріроріро мешкають на східному узбережжі Австралії. Живуть в вологих тропічних і субтропічних лісах.

## Раціон
Бурі ріроріро харчуються комахами. Ловлять здобич поодинці або в невеликих зграях по 2-4 птаха.